# Paco Godia
Francisco Godia Sales, mais conhecido como Paco Godia (21 de março de 1921 – 28 de novembro de 1990) foi um automobilista espanhol.
Paco participou de treze Grandes Prêmios de Fórmula 1, tendo como melhores resultados dois 4º lugares: Alemanha e Itália em 1956.